# Тербеговці
Тербеговці (словен. Terbegovci) — поселення в общині Светий Юрій-об-Щавниці, Помурський регіон, Словенія. Висота над рівнем моря: 223,2 м.